# Сан-Міньято-аль-Монте
Базиліка Сан-Міньято-аль-Монте (італ. Basilica di San Miniato al Monte у перекладі святий Міньято на горі) — старовинна церква у місті Флоренція, один з найкращих зразків сакральної архітектури романської доби у місті.

## Історія

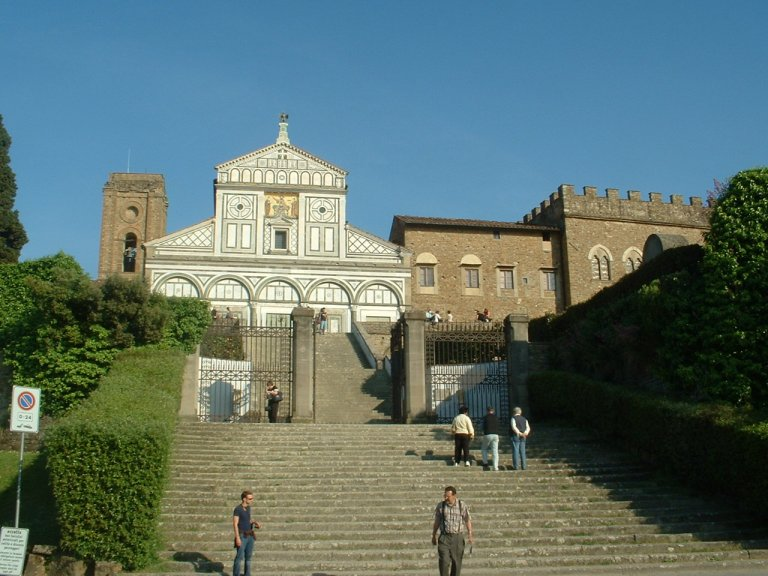
Дзвіниця, Базиліка та палац єпископа, 2005 р.

Церква висвячена на честь Св. Мінаса (Міньято за тосканським діалектом), що був вірменом за походженням і служив у війську римського імператора Деция. Мінас усамітнився, створив каплицю і був арештований під час перебування під мурами Флоренції імператора. Був покараний за приналежність до християнства. Так за церковною легендою розповідають, що у склепі під церквою зберігають мощі cв. Мінаса, хоча відомо, що їх вивезли.
Сучасна церква була збудована 1013 року за наказом єпископа Алібрандо на місці колишньої каплиці на горі. Донатором храму став герцог Баварський, обраний імператором Священної римської імперії німецької нації і відомий як Генріх ІІ.
Первісно монастир, що виник поряд із церквою, належав бенедиктинцям, перейшов до монастиря Клюні, а згодом був відданий оліветанцям — гілці чернечого ордену бенедиктинців. Оліветанцям монастир належить і на початку XXI ст.

## Головний фасад

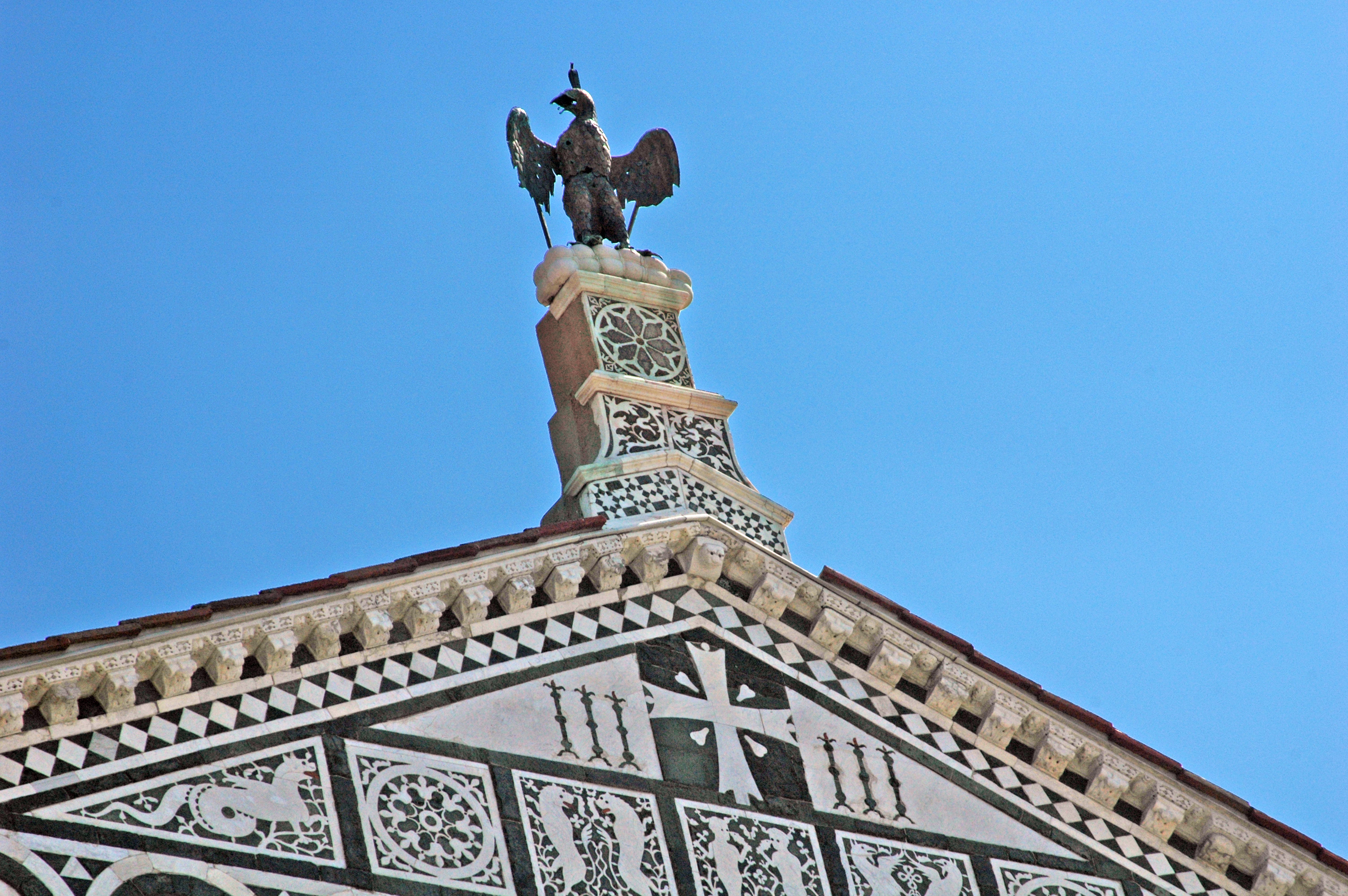
Орел гільдії ткачів на головному фасаді церкви.

Головний фасад церкви — характерний зразок інкрустаційного стилю, що був модним у Флоренції в добу розвиненого середньовіччя. Використані стулки різнокольорового мармуру. За припущеннями, інкрустаційні роботи на фасаді розпочали 1090 року знизу, але не закінчили. Перший ярус — це декорація із п'яти арок, три з котрих були призначені для дверей. Дві площини декоровані таким чином, наче там є двері.
Новий етап робіт відбувся у 12-13 століттях. Гроші на декорування головного фасаду заради спасіння власних душ дали ткачі міста Флоренція, найбагатший і найвпливовіший із цехів міста. На згадку про гільдію ткачів фасад церкви вінчає орел, геральдичний символ гільдії.

## Дзвіниця

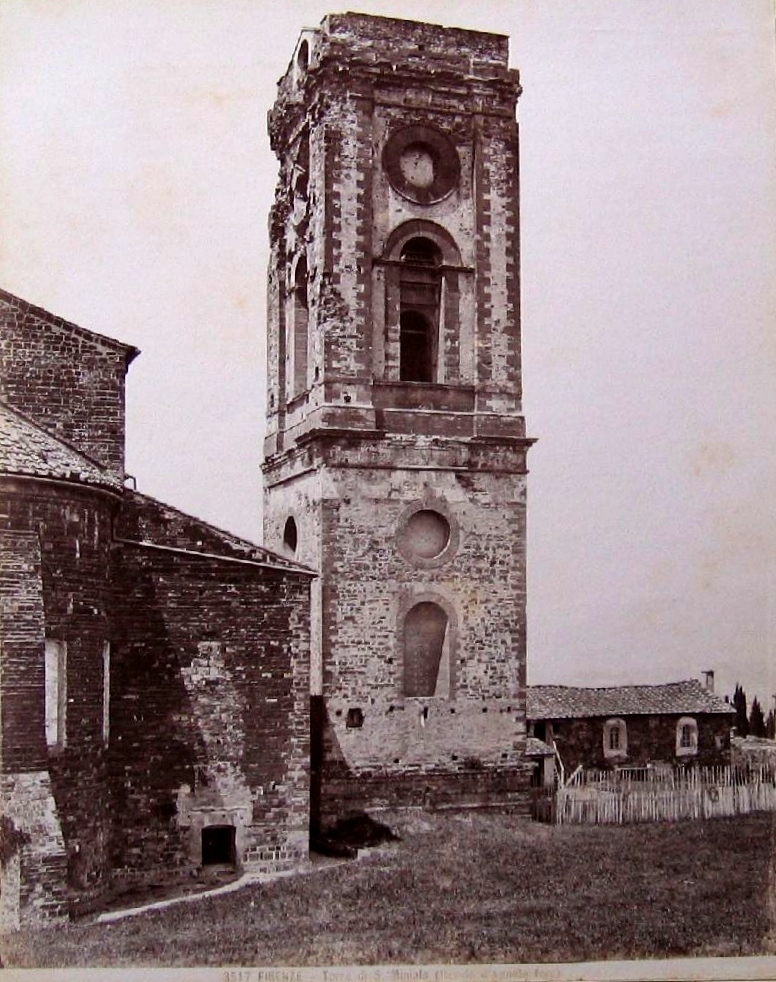
Фото XIX ст.

Дзвіниця кам'яна, двоярусна, непотинькована.
1499 року дзвіниця впала, що часто траплялося із готичними спорудами. Вибудована наново 1523 року у стилі відродження, за проєктом мала бути вищою, але залишена недобудованою.
Під час повстання проти роду Медічі і вигнання їх з міста, у Флоренції відновили республіканський тип правління. Фортифікатором-архітектором короткої за терміном республіки був уславлений архітектор і скульптор Мікеланджело Буонарроті. 1530 року дзвіницю церкви на горі використовували як пункт спостережень за військами облоги. Аби захистити дзвіницю він обстрілів, Мікеланджело наказав захистити її мури.

## Головна нава

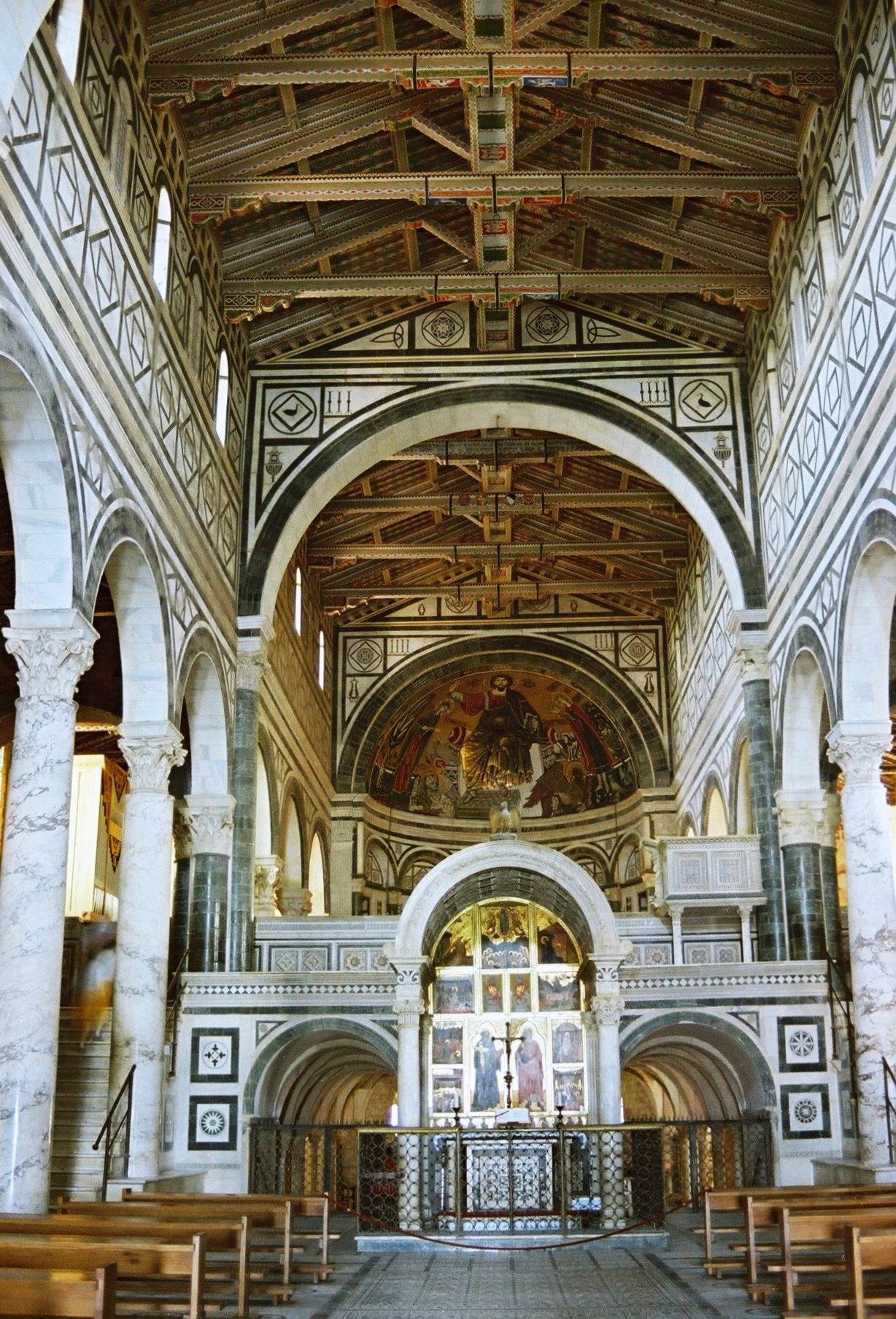
Головна нава базиліки Сан Міньято.

Головна нава зберегла побудову романської доби. Але мури нави прикрашені у тому ж інкрустаційному стилі, що і головний фасад базиліки. Споруда має видовжений характер і не має трансепту, тобто не утворює хреста за поземним планом.
Абсида над вівтарем прикрашена мозаїкою «Христос на троні між Богородицею (праворуч) і Св. Міньято (ліворуч)». Мозаїчні роботи закінчили 1260 року.
Розп'яття на вівтарі, за припущеннями, роботи Луки делла Роббіа. Достеменно відомо, що саме він створив і медальйони на стелі каплиці кардинала Жайме Португальського.

## Каплиця кардинала Португальського

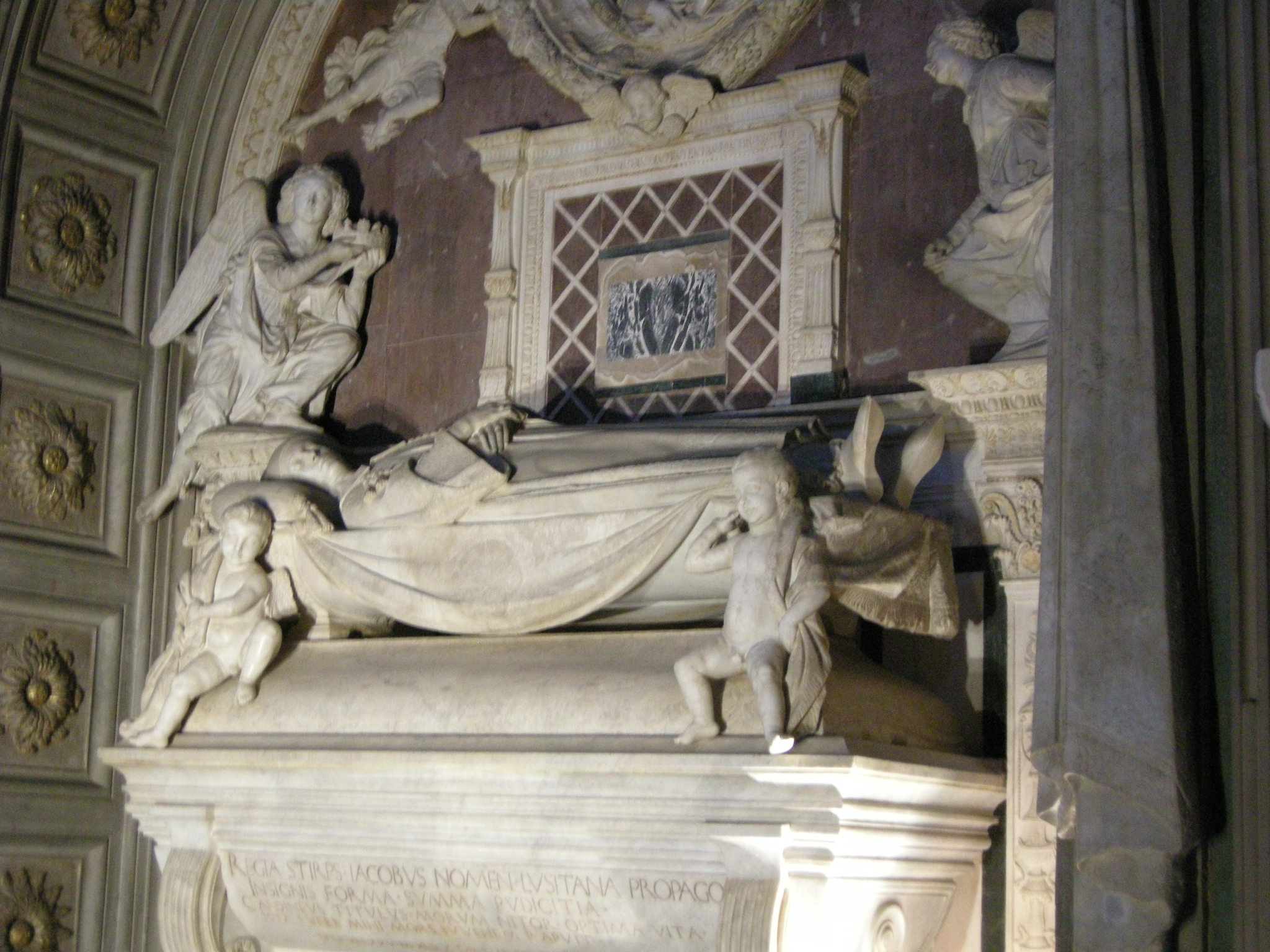
Ск. Антоніо Роселліно. Надгробок кардинала Жайме Португальського.

Кардинал помер у Флоренції і був похований у церкві Сан Міньято. Меморіалом кардинала і стала окрема каплиця. Вона мимоволі стала зразком мистецтва флорентійських майстрів середини 15 ст., бо весь її декор виконаний за декілька років, хоча тут попрацювала ціла низка різних майстрів.
Архітектурну частину виконали Антоніо Манетті (проєкт), а його реалізацію у церкві забезпечив Джованні Роселліно у 1460–1462 р. Це квадратне приміщення 4,8 х 4,8 метри і висотою 10,3 метри .
До приміщення каплиці підходили як до кімнати, котру декорували по частинам.
Надгробок — досить типовий для доби: на труні лежить фігура кардинала, покривало підтримують два путі. Янголи утримують артибути шляхетності кардинала. Над вікном, забраним ґраткою, медальйон із зображенням Богородиці. Мармуровий надгробок 1466 року створив скульптор Антоніо Росселліно і розмістив його праворуч він входу. Пізніше ліворуч він спорудив мармурове кардинальське крісло на тлі мармурових стулок. Підлогу прикрасив мозаїкою Стефано ді Бартоломео.
Але над кардинальським кріслом залишилась порожня видовжена ділянка. Тоді вирішили додати ще й живопис і замову отримав художник Алессо Бальдовінетті. Він створив на дерев'яних стулках «Благовіщення», котре і розмістили над кардинальським кріслом. Фігури Янгола і Марії розділені ліпленим глеком із лілеями. Вони водночас належать і матеріальному світові, як надгробок та мармурове крісло, і штучному просторові живопису «Благовіщення». Від люнета простір картини відокремлює рама картини, верх якої сприймається як карниз. Простір над карнизом теж був порожнім. Алессо Бальдовінетті намалював там у техніці фрески дерева, котрі нібито видно за приміщенням, де відбувається Благовіщення. Медальйони на стелі каплиці — роботи Луки делла Роббіа.
Вівтарний образ у каплиці створили брати Полайоло.

## Монастирський комплекс і кладовище біля церкви
Неподалік церкви розташовані споруди діючого монастиря. Проєкт його розбудови датований 1426 роком. Будівельні роботи тривали у 1443 до кінця 1450-х рр. Проєктні і будівельні вели брати Бернардо та Антоніо Роселліно, роботи фінансувала гільдія ткачів.
Палац для єпископа був вибудуваний 1295 року і певний час був літньою резиденцією флорентійських єпископів. Згодом міняв власну функцію і був то монастирською лікарнею, то казармою для військових.
Комплекс оточений фортечними мурами, вибудованими у місяці повстання за проєктом Мікеланджело під час блоги Флоренції. Після відновлення влади роду Медічі фортеця біля церкви була зміцнена і перебудована у 1553 році за наказом князя Козімо І Медічі.
У комплекс монастирських споруд згодом увійшло кладовище. Серед похованих на ньому:
- Маріетта Пікколоміні (1834–1899), співачка сопрано
- Джованні Папіні(1881–1856), письменник, поет, критик
- Джованні Спадоліні(1925–1994), політик
- П'єтро Аннігоні (1910–1988), художник
- Карло Коллоді (1926–1890), письменник і автор книги Піноккіо та інші.

## Галерея вибраних фото

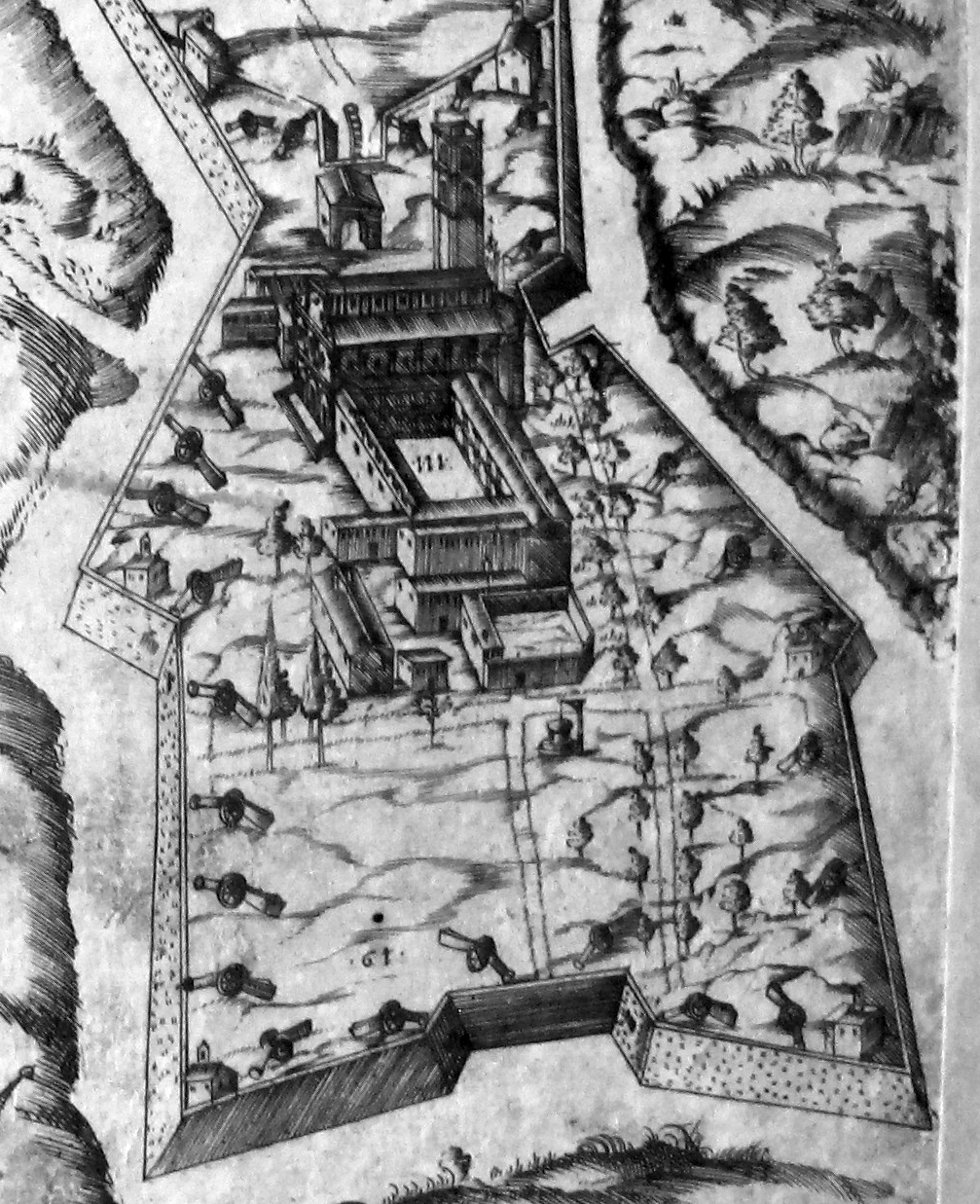
Захисні мури з гарматами у церкви Сан Міньято. План Бонсіньорі

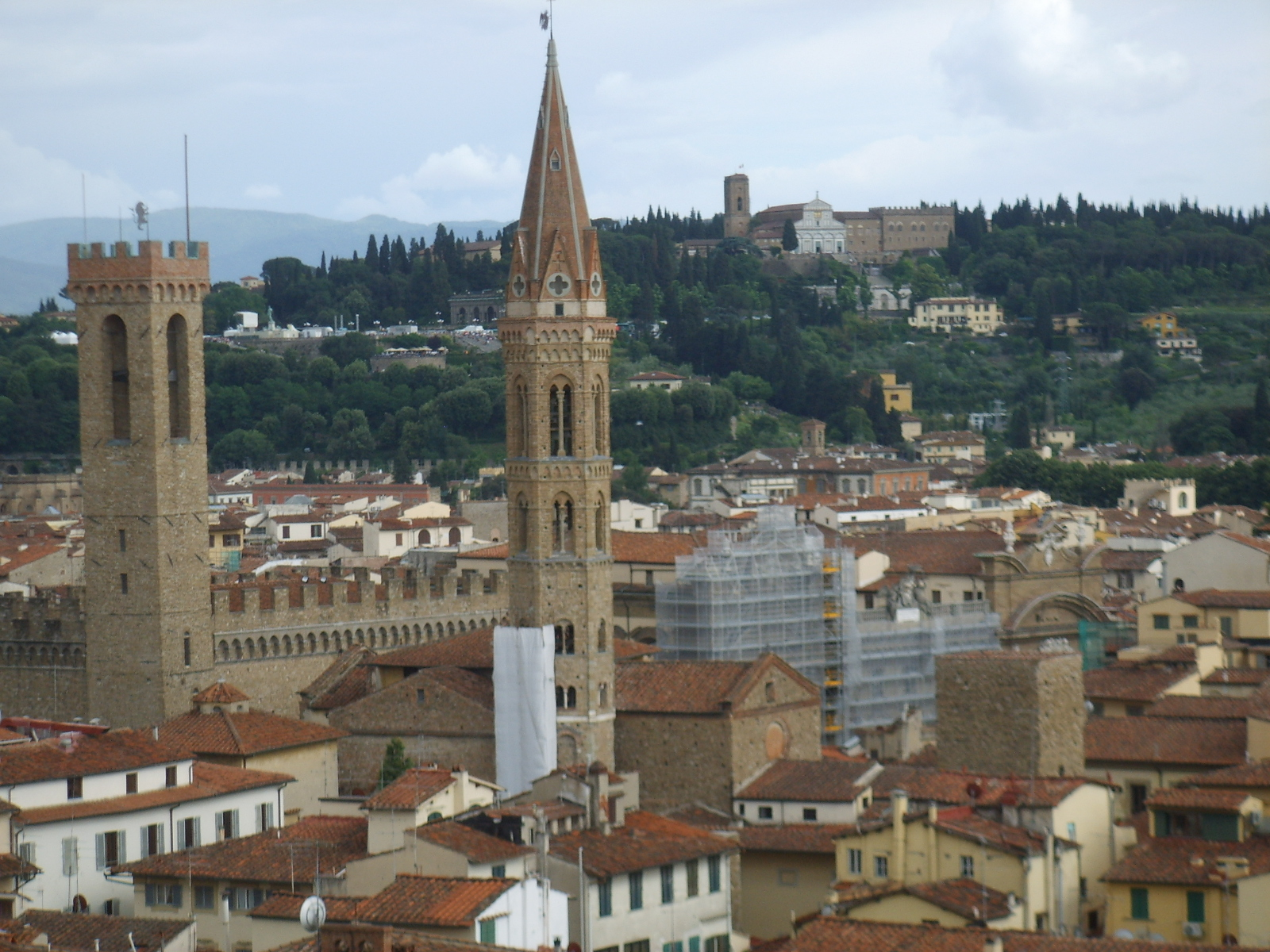
Церква Сан Міньято на горі,. вигляд із міста

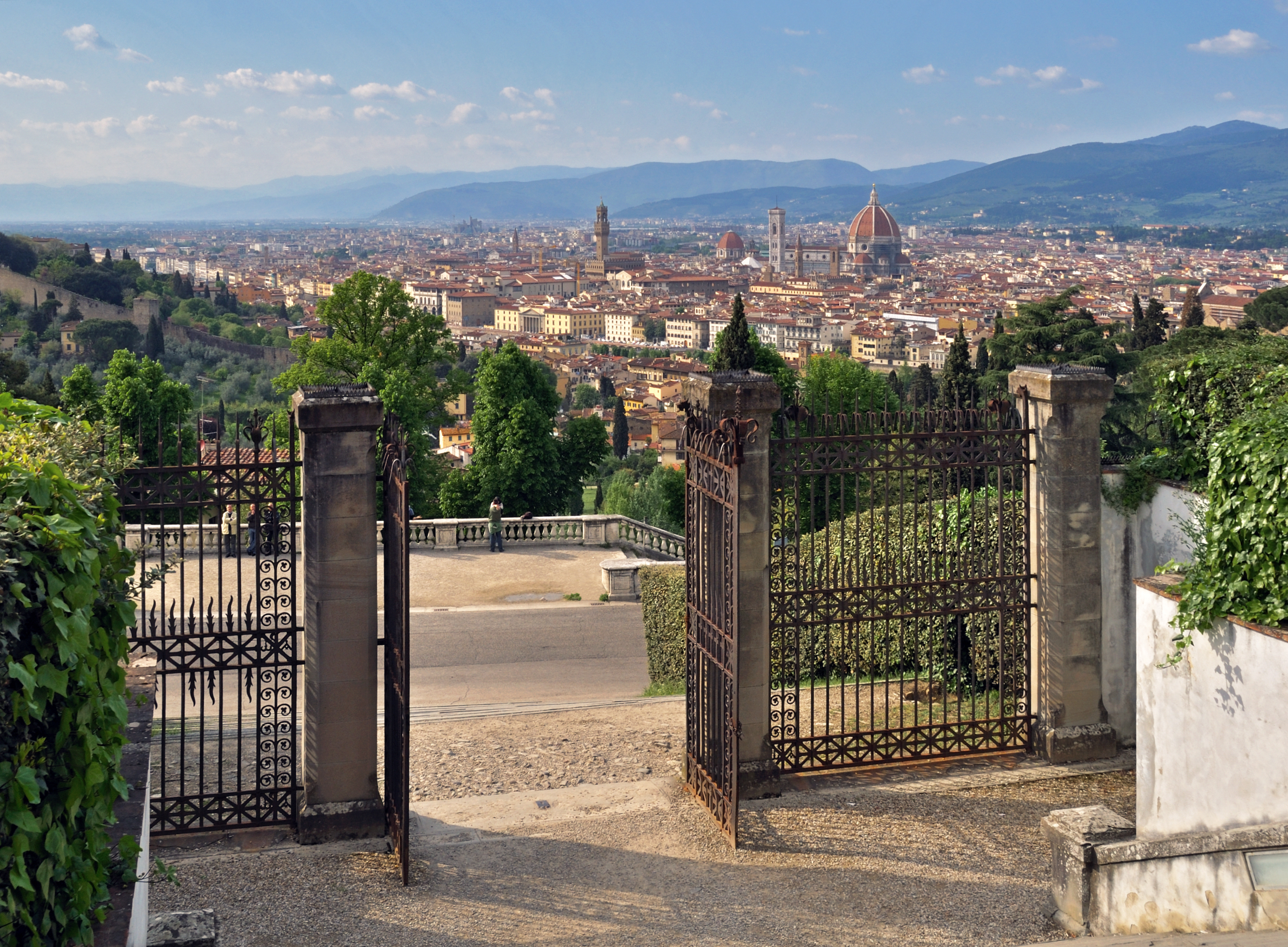
Вигляд Флоренції від базиліки Сан-Міньято-аль-Монте

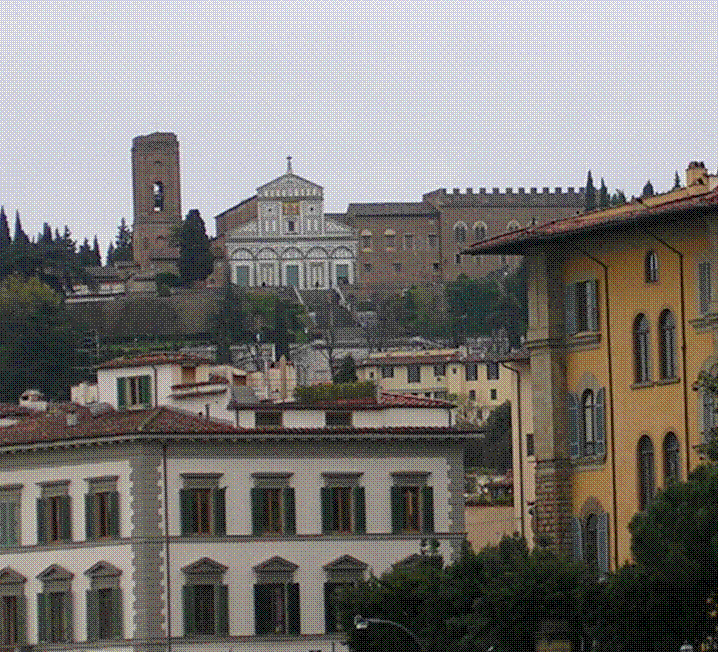
Базиліка, вигляд із міста
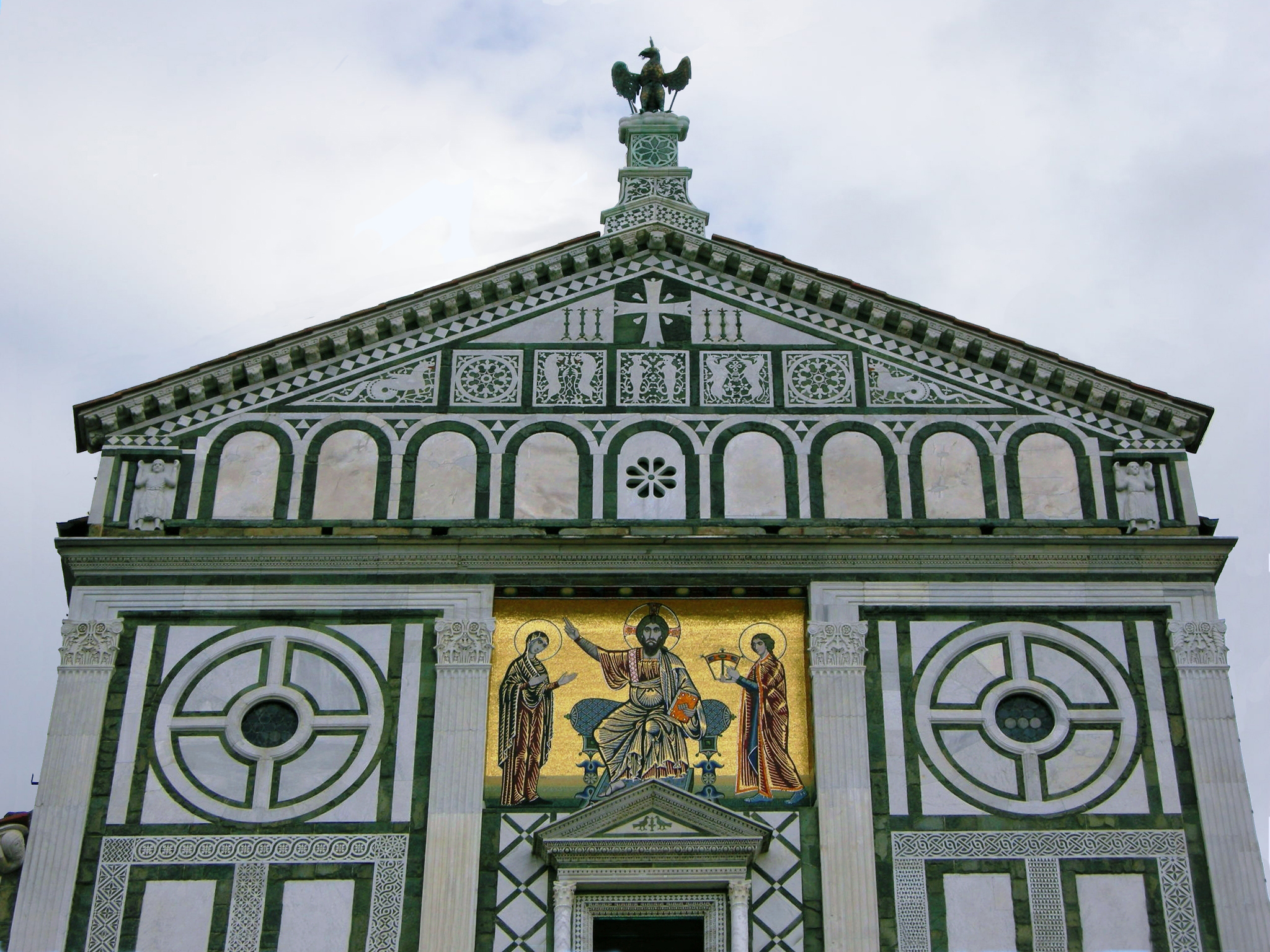
Мозаїка на головному фасаді.
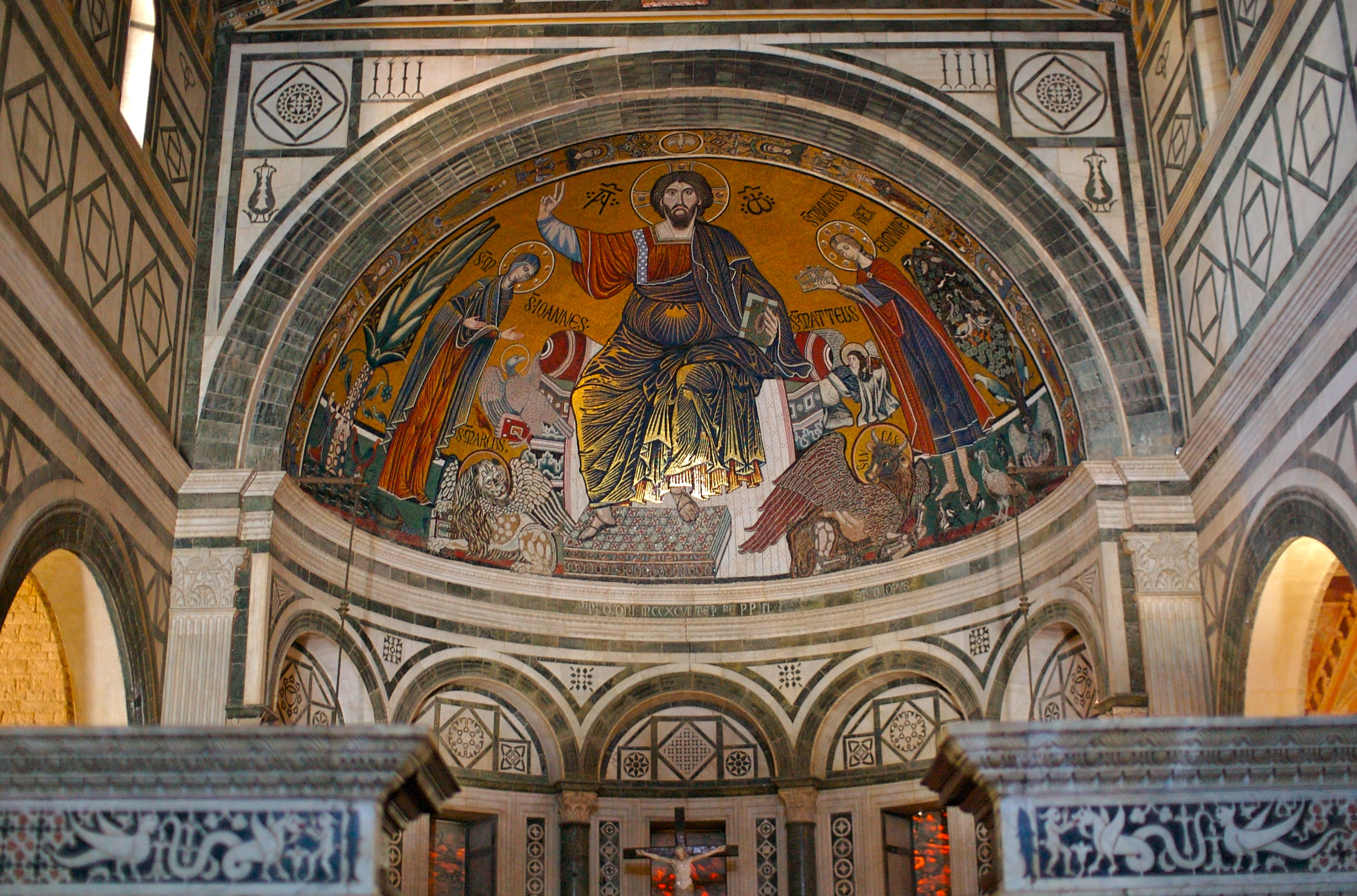
Мозаїка над вівтарем
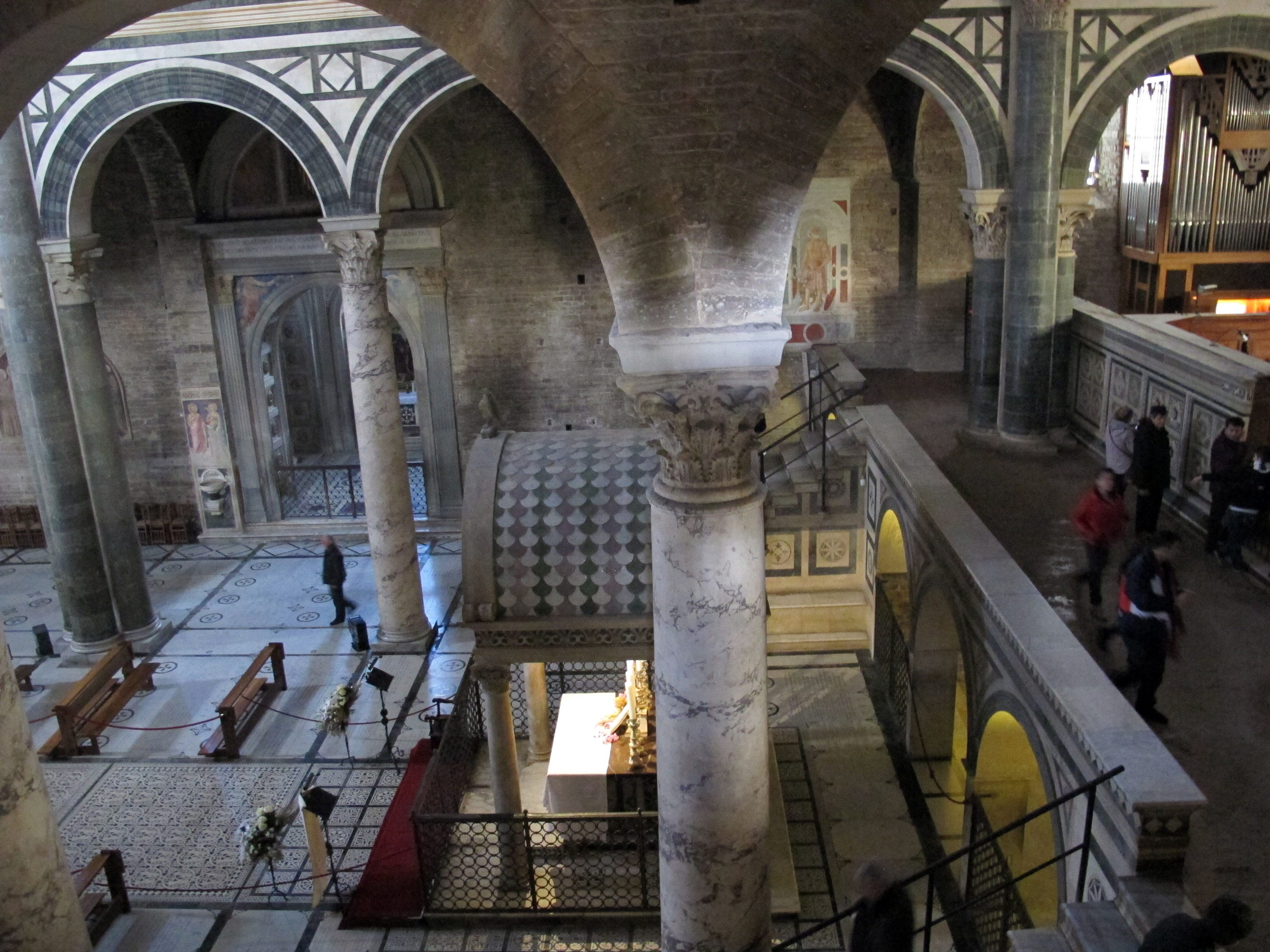
Нава церкви
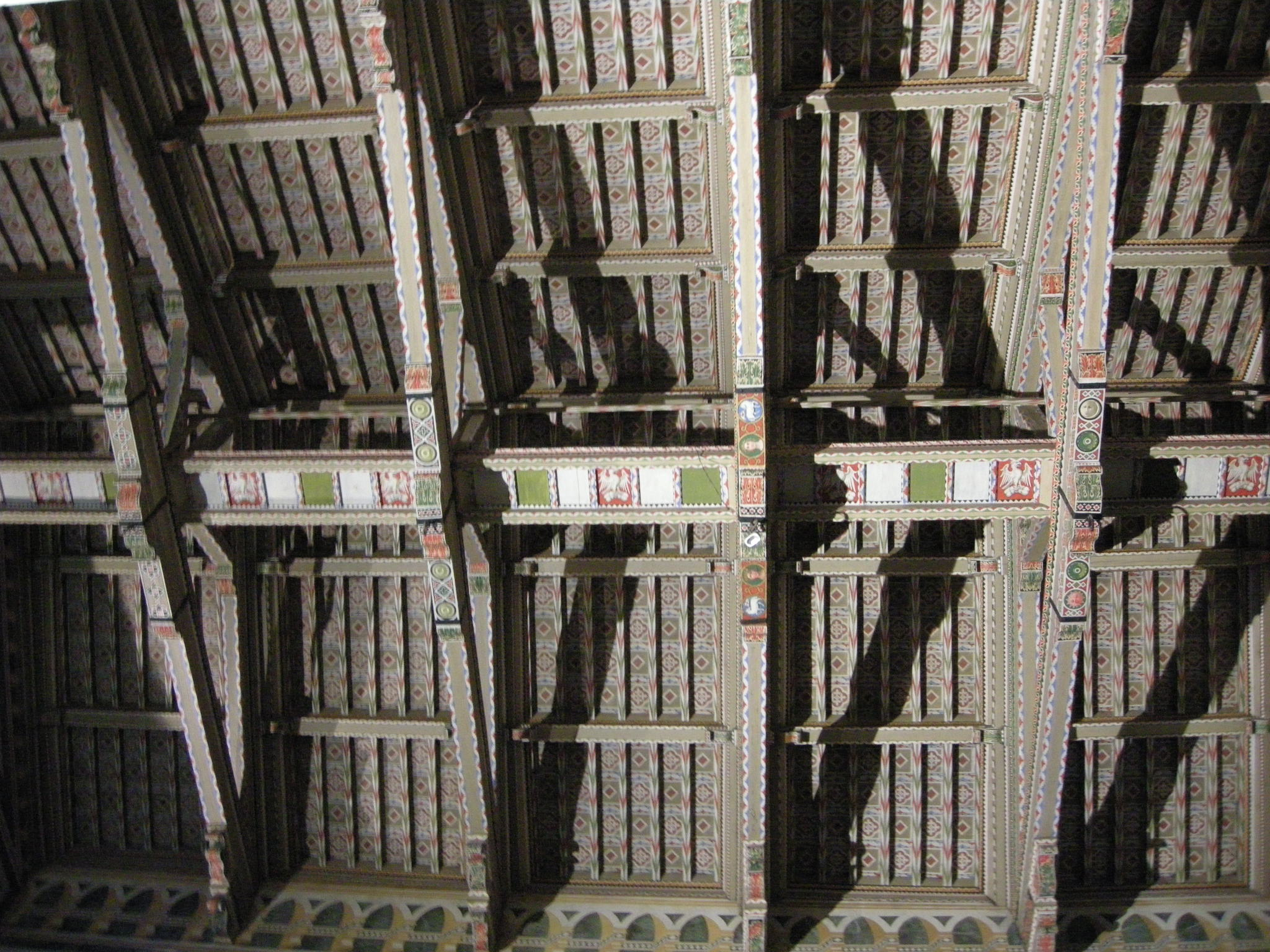
Стеля доби готики
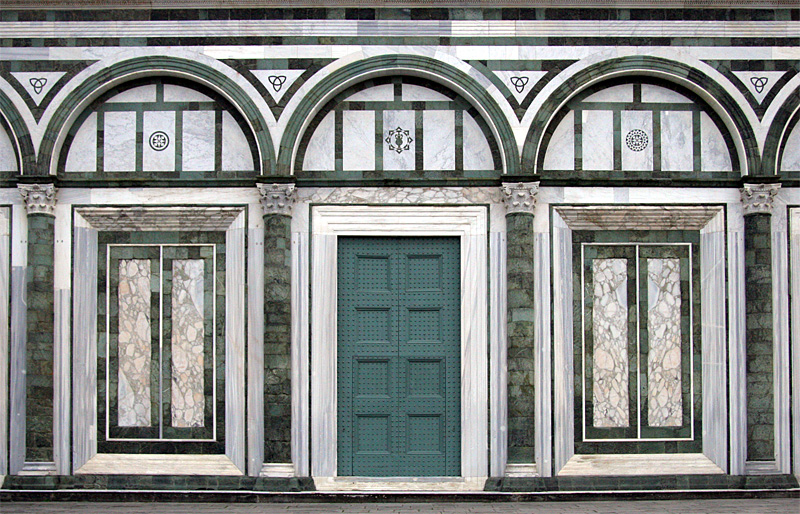
Інкрустаційний стиль на головному фасаді
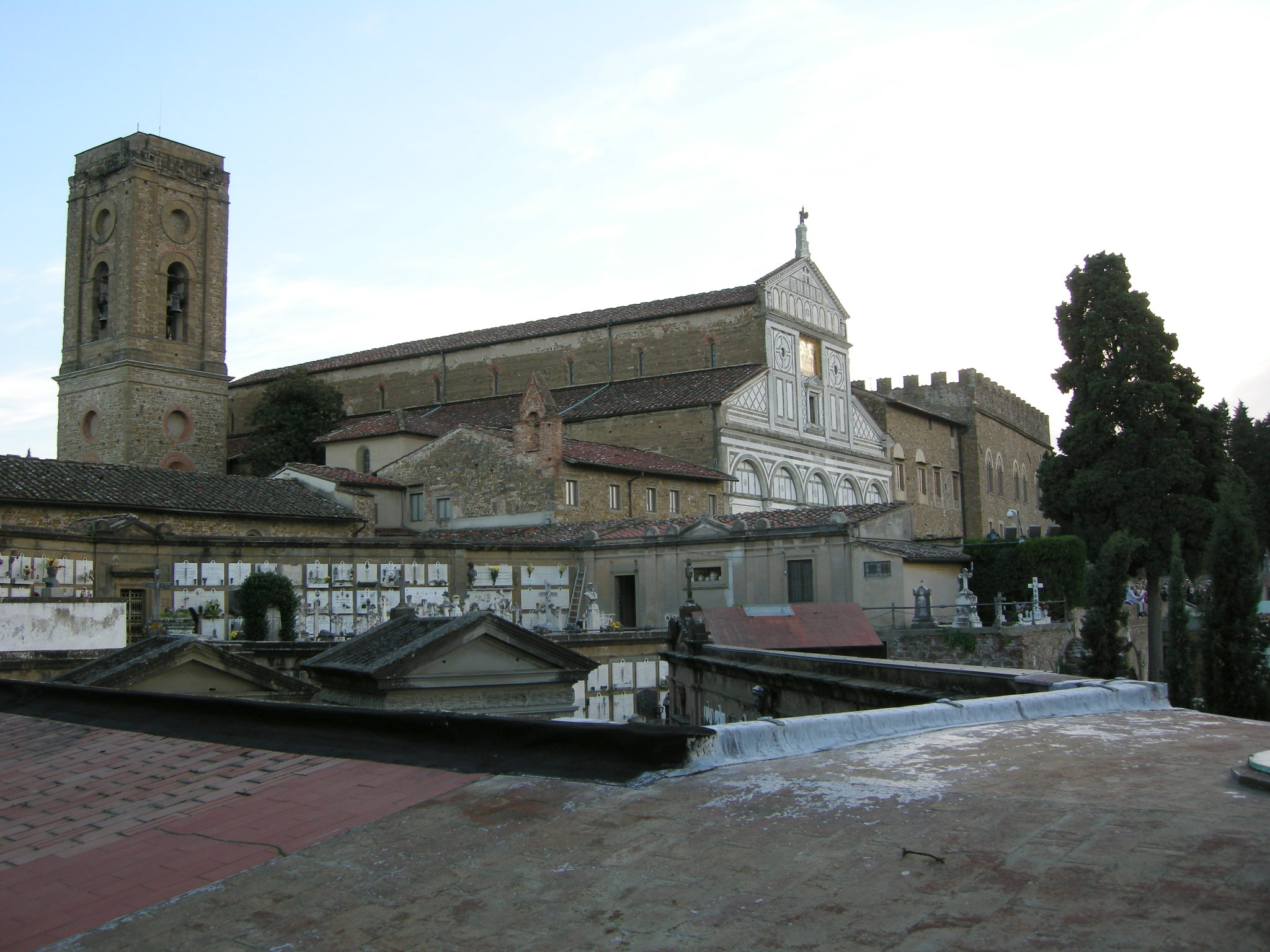
Бічний фасад монастирського комплексу
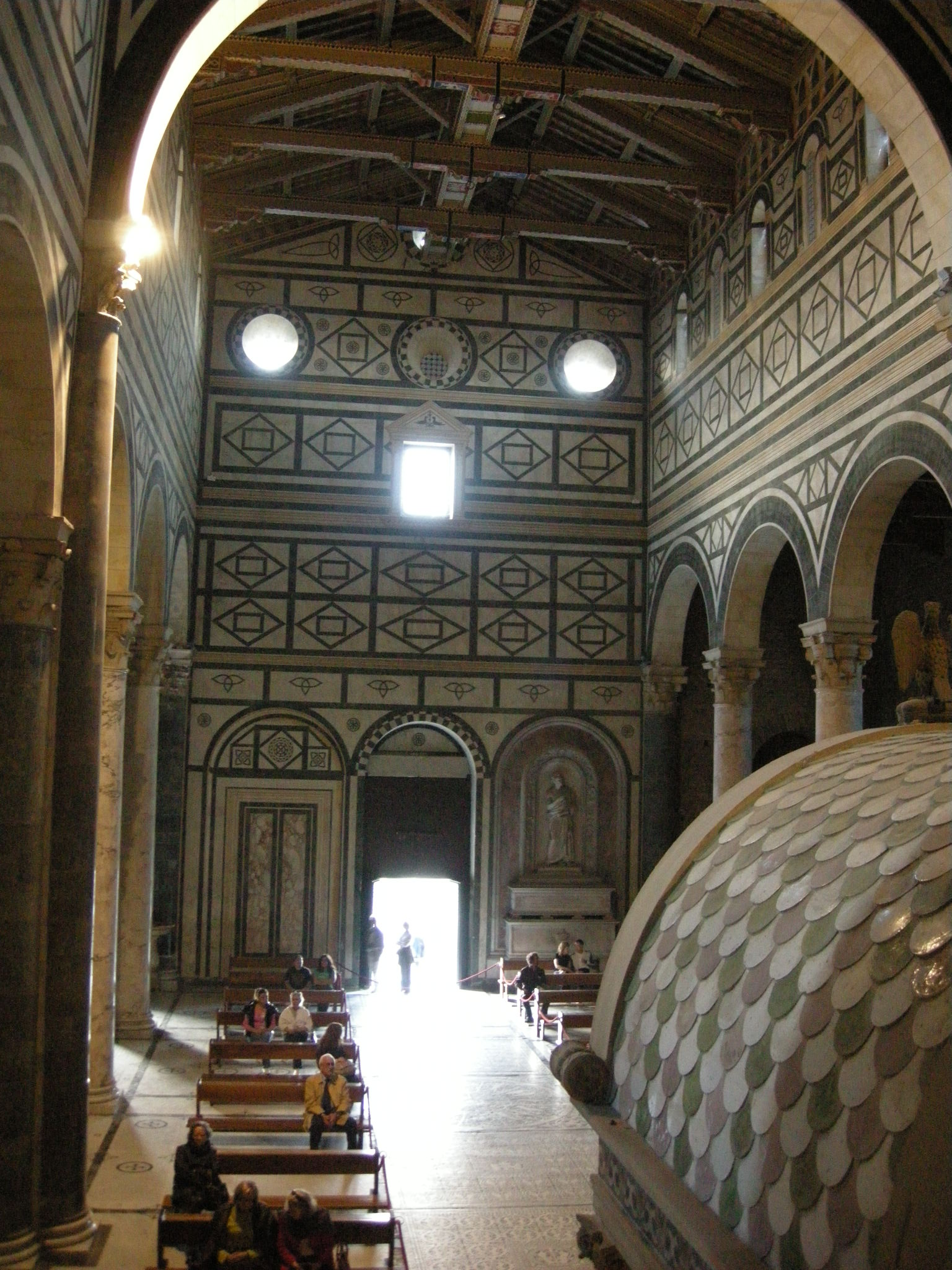
Західна частина храму